# Pascal Bedrossian
Pascal Bedrossian (Marsiglia, 28 novembre 1974) è un ex calciatore francese, di origine armena, di ruolo centrocampista o attaccante.

## Caratteristiche tecniche
Era un esterno sinistro o un attaccante.

## Carriera
Durante la sua carriera ha vestito i colori di Cannes, Rennes, Lorient (di cui è stato anche capitano), Angers, Chicago Fire, Crozon Morgat e Ardziv EUGA. Non milita per nessuna società nella stagione 2005-2006.

## Palmarès

### Club

#### Competizioni nazionali
- Coppa di Francia: 1

Lorient: 2001-2002
- Lamar Hunt U.S. Open Cup: 1

Chicago Fire: 2006